# لامين سيديمي
لامين سيديمي (مواليد 1944) هو سياسي غيني شغل منصبرئيس وزراء غينيا من 1999 إلى 2004.

## وقت مبكر من الحياة
ولد سيديمي في مامو عام 1944، وعمل رئيسًا للمحكمة العليا منذ عام 1992، وعينه الرئيس لانسانا كونتي رئيسًا للوزراء في مارس 1999، ليحل محل سيديا توري. بعد خمس سنوات في منصبه، استقال في 23 فبراير 2004. ثم استأنف رئاسة المحكمة العليا.